# Marengo (color)
Marengo es un tono de gris (negro con tinte gris) o colores azules. A veces, el color se describe como el color de un asfalto húmedo. En la industria de la fabricación de telas, marengo generalmente se refiere al color de la tela y significa negro o marrón oscuro con pequeñas inclusiones de blanco. A veces la palabra se refiere a tela negra con hilos blancos.

## Historia
El nombre marengo apareció en Europa en el siglo XVIII y significaba un tejido marrón oscuro con motas blancas. La tela se produjo inicialmente en el pueblo de Spinetta Marengo en el norte de Italia. En Francia, el color se llamaba marengo ou brun (marengo o marrón). Después de la Batalla de Marengo del 14 de junio de 1800, en la que las tropas de Napoleón Bonaparte derrotaron al ejército austríaco, el marengo pasó a ser conocido como tela gris o negra con toques de hilo blanco o gris. Este color se asoció con un abrigo gris que Bonaparte puso de moda brevemente. La famosa montura de guerra de Napoleón también se llamaba Marengo.

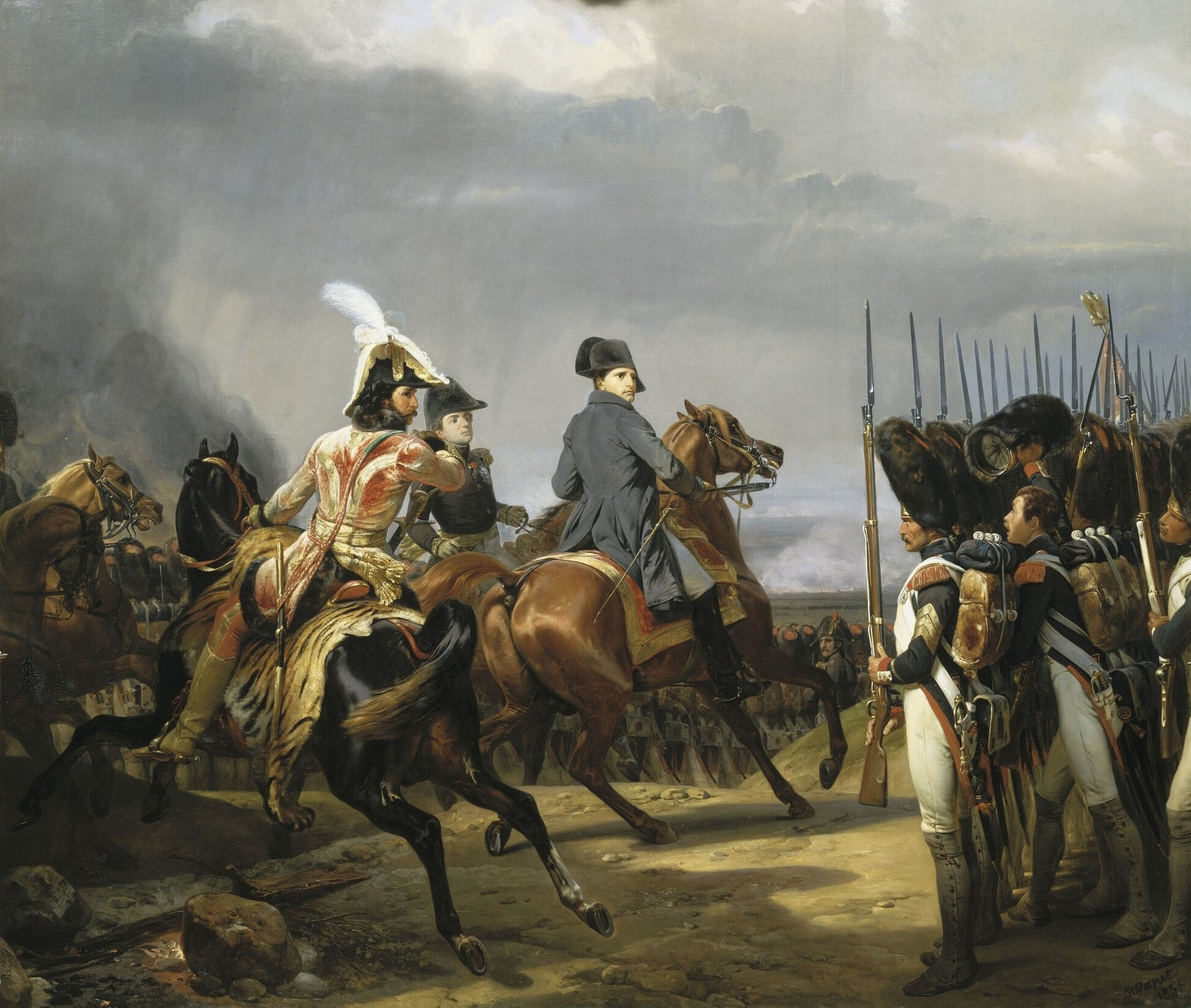
Bataille d'Iena. 14 octubre 1806 (1836) por Horace Vernet. Napoleon viste un abrigo marengo.

## Otros Países
El color marengo se utilizó en la Unión Soviética para varios uniformes. En 1921, se aprobó el color para los uniformes de la Marina. En 1923, la Militsiya soviética recibió nuevos uniformes de color marengo.